# Viola sandrasea
Viola sandrasea är en violväxtart. Viola sandrasea ingår i släktet violer, och familjen violväxter.

## Underarter
Arten delas in i följande underarter:
- V. s. cilicica
- V. s. sandrasea